# Giovanna di Lestonnac
Giovanna di Lestonnac (Bordeaux, 27 dicembre 1556 – Bordeaux, 2 febbraio 1640) è stata una religiosa francese, fondatrice nel 1607 dell'Ordine della Compagnia di Maria Nostra Signora. Nel 1949 è stata proclamata santa da papa Pio XII.

## Biografia
Proveniva da una nobile famiglia francese: il padre, Richard, era consigliere del parlamento di Parigi; la madre, di fede ugonotta, era sorella del filosofo Michel Eyquem de Montaigne. Nel 1573 sposò Gaston de Montferrand, barone di Landiras, da cui ebbe sette figli. Vedova nel 1595, cercò di essere ammessa tra le fogliantine del monastero di Tolosa, ma dovette rinunciare per motivi di salute.
Ritiratasi a Bordeaux, dove si distinse per la sollecitudine verso i malati dimostrata durante l'epidemia di peste del 1605, consigliata dai gesuiti F. Raymond e J. de Bordes e prendendo a modello proprio la Compagnia di Gesù, progettò di fondare la Compagnia di Maria Nostra Signora, per l'educazione delle ragazze del popolo: l'ordine venne approvato a Bordeaux dall'arcivescovo François d'Escoubleau de Sourdis il 25 marzo del 1606 e poi a Roma, il 7 aprile del 1607 da papa Paolo V.
Quando morì nel 1640, all'età di 84 anni, il suo istituto contava già 30 case.

## Il culto
Venne beatificata da papa Leone XIII nel 1900 e canonizzata il 15 maggio del 1949 da papa Pio XII.
Il Martirologio Romano fissa per la memoria di santa Giovanna de Lestonnac la data del 2 febbraio.